# Marina Niava
Marina Niava est une cinéaste, productrice audiovisuelle  et romancière de nationalité ivoirienne,.

## Biographie
Elle fut diplômée de l’ISTC à Abidjan à la suite de quoi elle eut à faire un Masters de Film et Télévision à Academy of Art University aux USA. Ayant un diplôme en Journalisme et Production audiovisuelle, elle débute à Radio JAM à Abidjan et Africa24 en région parisienne.
Elle a une collaboration avec Martika Production comme coscénariste de Teenager saison 1, prix de la meilleure série africaine au Festival Vues d’Afrique 2012 à Montréal.
En 2010, elle quitte la Côte d’Ivoire pour la Norvège. Elle devient Directrice de la Communication du Centre culturel africain d’Oslo  pendant près de deux ans, et pilote les éditions 2010 et 2011 de Kino Afrika, un festival du film africain à Oslo.
En octobre 2012, elle tourne Noirs au soleil levant, un documentaire sur la vie des étudiants africains à Tsukuba au Japon. Elle réalise ensuite son premier court-métrage de fiction intitulé 21 qu’elle termine en décembre 2013.
En 2014, elle achève l’écriture d’un long-métrage et d’une série TV, en marge de ses études en Motion Pictures and Télévision à San Francisco.
En 2017, elle écrit American Dreamer, pour lequel elle reçoit le prix national du jeune écrivain 2017.